# 祝友文
祝友文（1939年7月17日—），男，汉族，湖北孝感人，中华人民共和国政治人物。早年在国有企业任职，後历任新乡市长、市委书记等职，1997年因为严重违法违纪被河南省纪委立案调查，并于2000年获刑13年。

## 生平
1962年，祝友文进入位于河南省的国有企业洛阳玻璃厂任职，历任工厂技术员、科长、总工程师、副厂长、厂长、工厂党委书记。在工厂任职期间，他开发了浮法玻璃工艺技术，提高了玻璃的生产效率。
1990年，祝友文离开国有企业，转任中共新乡市委副书记、市长，1993年，升任中共新乡市委书记，在新乡市任职期间，他利用职权收受贿赂，又指使市府公安机关截扣民众举发信件，并打击报复举发者，当时前往新乡采访的中国中央电视台记者发现了检举祝氏的文件，随即向中共中央纪委回馈，在中纪委的要求下，中共河南省纪委于1997年7月对祝友文立案调查，当时，他已经调离新乡，转任中共河南省委统战部副部长。1999年11月，中共河南省委决定将其开除党籍和公职。2000年4月，焦作市中级人民法院以受贿罪判处其13年有期徒刑定谳。他随即前往河南省第一監獄服刑，在狱中，他负责協助狱警對受刑人的改造考核積分進行統計匯總，因为年老多病，典狱长还曾邀请開封市人民醫院副院長来狱帮其看病，2001年12月20日，開封市中級人民法院以祝友文改造良好为由，将其刑期缩减一年零六個月。